# Martinskirche (Neckartailfingen)

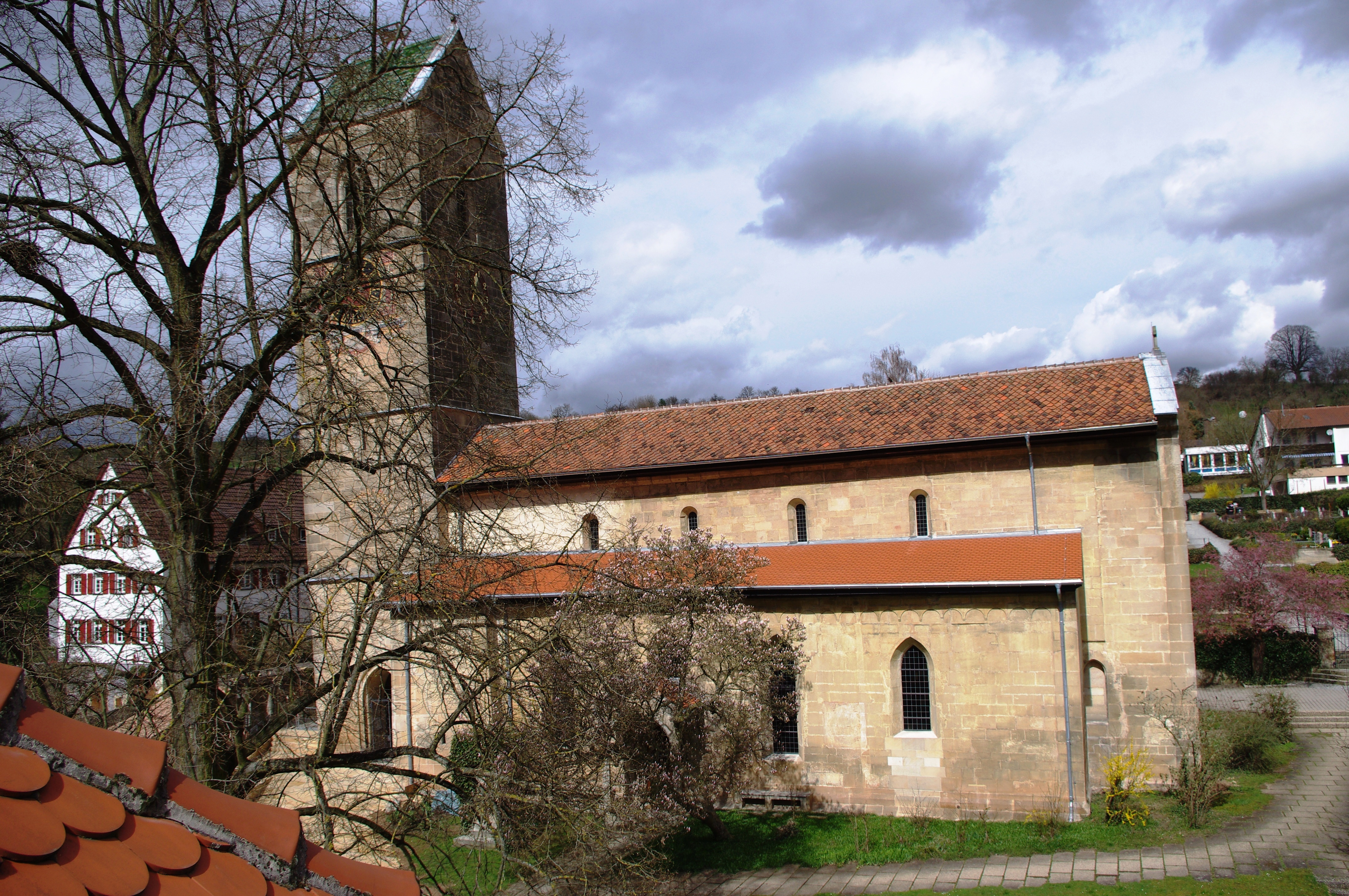
Außenansicht von Süden

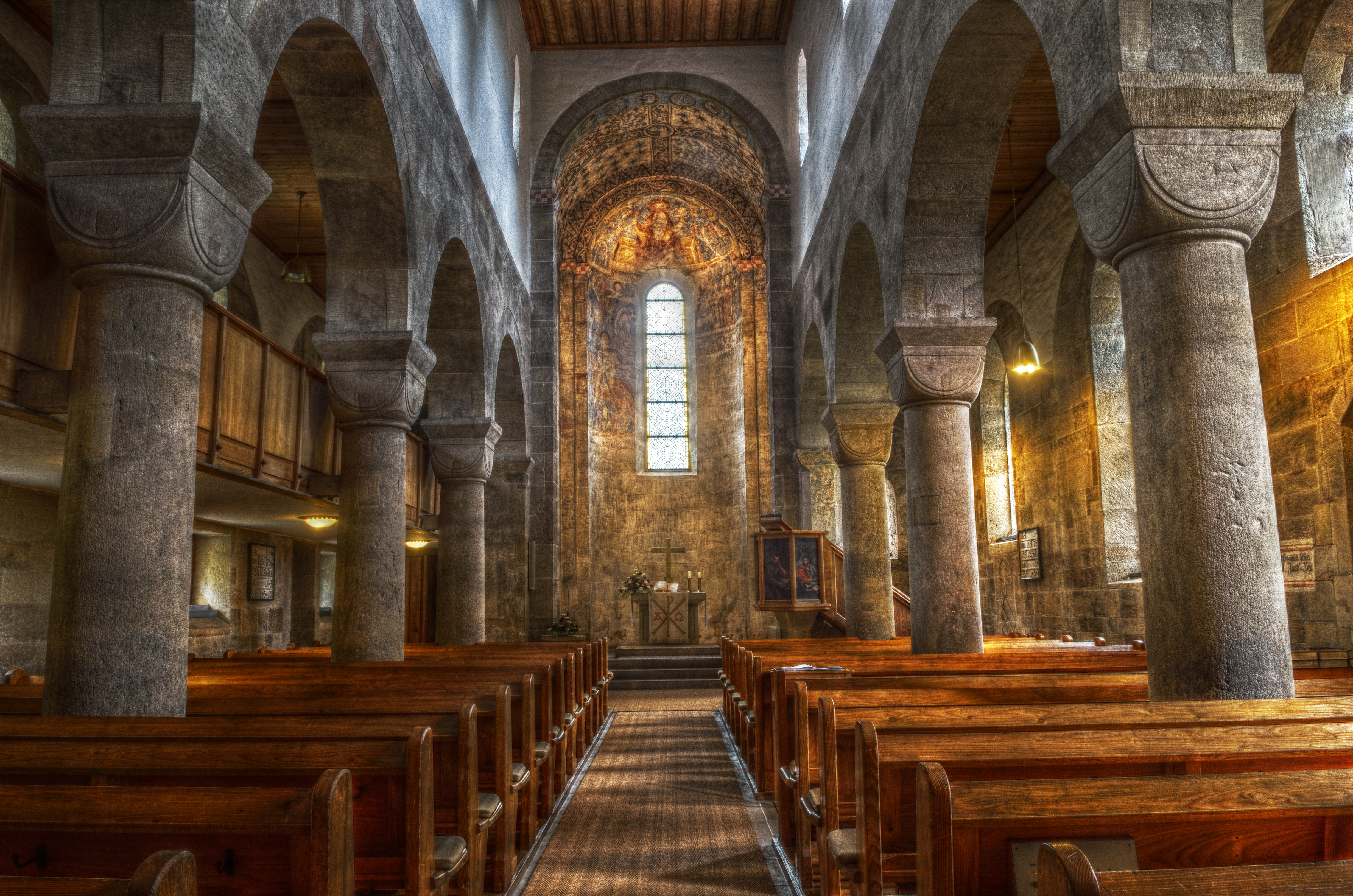
Innenansicht

Die Martinskirche in Neckartailfingen bei Nürtingen ist 900 Jahre alt und mit ihrem schiefen Turm das Wahrzeichen der Gemeinde.

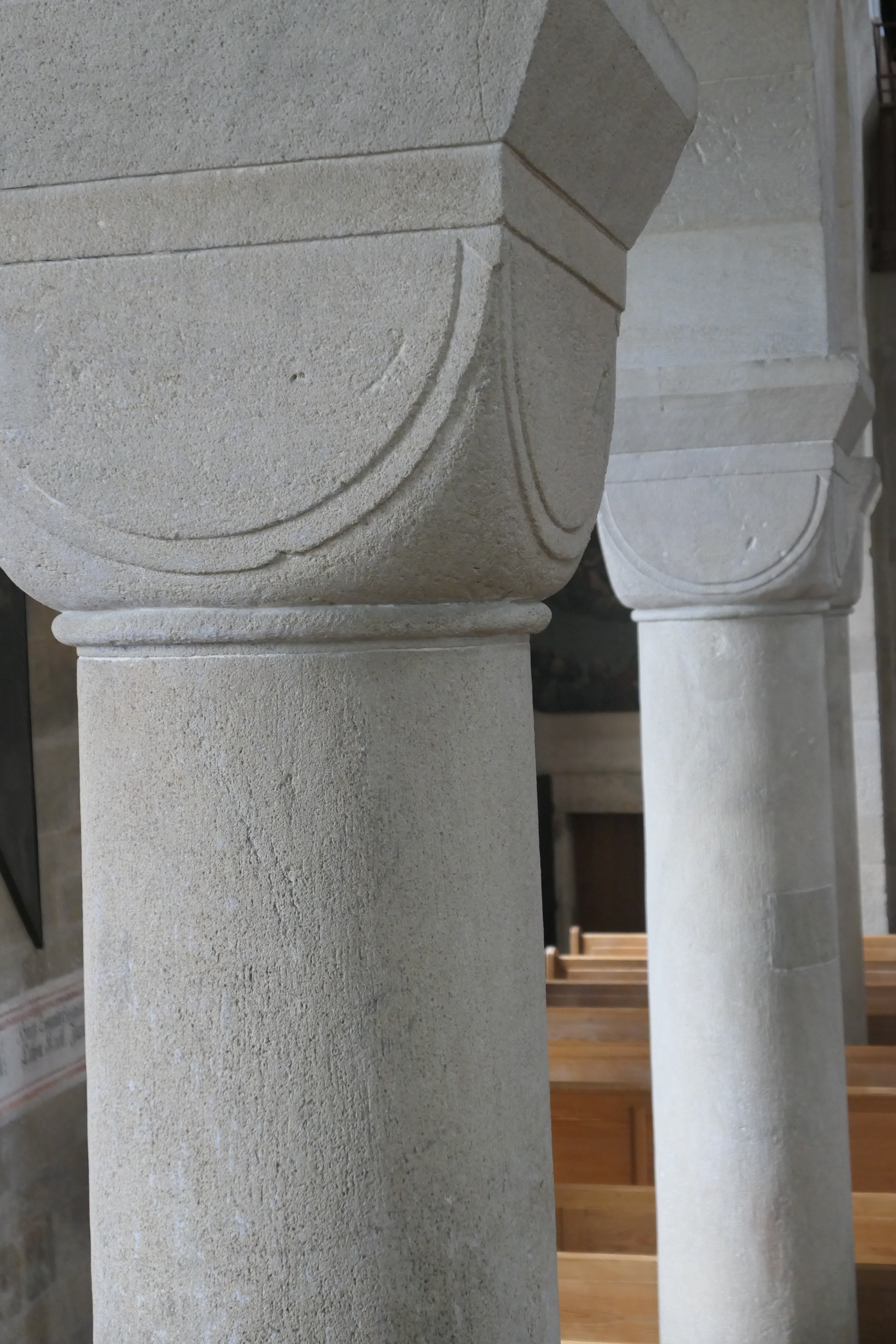
Würfelkapitelle mit Hirsauer Nase

## Geschichte
Aus dem Patrozinium des heiligen Martin von Tours kann geschlossen werden, dass bereits seit dem 7. oder 8. Jahrhundert an der Stelle der heutigen Kirche ein Vorgängerbau stand. Erstmals urkundlich erwähnt wird die Kirche im codex hirsaugiensis, als um 1090 die Grafen Kuno und Liutold von Achalm die Hälfte der Kirche und weiteren Besitz in der Umgebung dem Kloster Hirsau schenkten. Die heutige Martinskirche wurde Anfang des 12. Jahrhunderts als romanische, dreischiffige Säulenbasilika unter dem Verwalter des geschenkten Guts, dem Hirsauer Abt Bruno gebaut. Der Einfluss des Benediktinerklosters Hirsau ist an den Würfelkapitellen abzulesen. Die Hirsauer Bauschule entwickelte einen Hirsauer Formenschatz, für den die Hirsauer Nase ein untrügliches Kennzeichen darstellt.
Durch gründliche dendrochronologische Untersuchungen des Dachgebälks wurde 1996 festgestellt, dass das Holz im Winter 1110/11 und im Frühjahr 1111 gefällt und saftfrisch verbaut wurde. Damit konnte die Fertigstellung zumindest des Rohbaus der Kirche eindeutig auf das Jahr 1111 bestimmt werden.

## Baubeschreibung
Die romanische Säulenbasilika aus Stubensandstein ist die älteste Kirche in der Umgebung. Sie wird im Innern geprägt durch ein hohes, schmales Mittelschiff mit vier Langhausjochen aus schlichten, massiven Säulen, die auch durch die schlichten koppelschildbesetzten Würfelkapitelle den Einfluss der Hirsauer Bauschule verraten. Alle drei Apsiden im Osten haben einen tonnengewölbten Vorchor, der aber nach außen rechtwinklig abschließt. Die Seitenapsiden beherbergten im Mittelalter die Nikolauskapelle im Norden und die Maria-Magdalenen-Kapelle im Süden, die zumindest im Spätmittelalter eigene Kaplaneien waren. Im Westen war ursprünglich eine Doppelturmfassade geplant und wohl auch gebaut, von der nur die Turmstümpfe und eine tonnengewölbte Vorhalle (Paradies) dazwischen erhalten sind. Der über 500 Jahre alte spätgotische Turm wurde später vor die ursprünglich offene Vorhalle gebaut. Er irritiert durch seine deutlich schiefe Stellung.

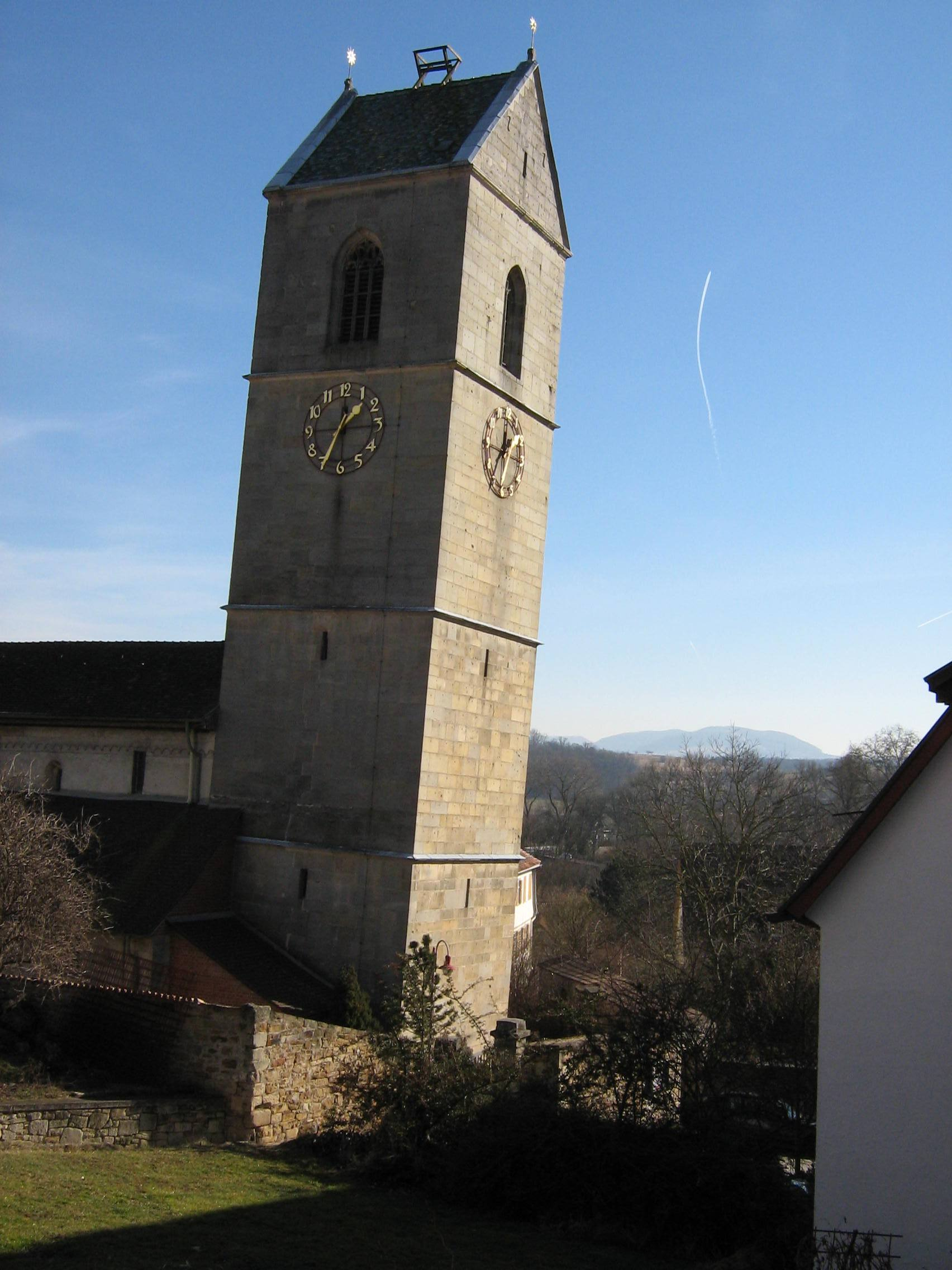
Der schiefe Turm von Neckartailfingen

Um 1470 erfolgte eine spätgotische Erneuerung des Portals am südlichen Seitenschiff, das eine Vorhalle (Brautportal) erhielt und spitzbögige Vergrößerungen der Fenster am südlichen Seitenschiff.
Neben den Mauern und den Dachbalken stammen auch Teile der Dachziegel noch aus der Bauzeit von 1111. Die gut erhaltenen spitzen Flachziegel wurden 1957 auf dem südlichen Hauptschiff-Dach zusammengetragen, das sie noch fast vollständig bedecken. Daher sprechen die Bauforscher Ulrich Knapp und Tilmann Marstaller vom „ältesten Dach Süddeutschlands“.
Für das Jubiläumsjahr 2011 wurden die Außenseite und der Turm im Jahr 2009 gründlich renoviert. Dabei wurden sämtliche Bemalungsreste aus früheren Jahrhunderten restauratorisch gesichert.

## Der Kirchturm
Der spätgotische Kirchturm wurde erst 1501 vor die Westfassade gestellt. Seine Firsthöhe beträgt 33 Meter. Schon beim Bau des Turms begann er sich, wegen des Untergrunds aus Knollenmergel, zu neigen. Auf halber Höhe richteten die Maurer die Steinreihen anders aus. Deshalb neigt sich der Turm in zwei Richtungen: 1,02 Meter nach Westen und 82 Zentimeter nach Süden. Die südwestliche Ecke hängt 1,31 Meter weit über. Bei einer großen Sanierung und Renovierung 1955–57 wurde eine Drainage um den Turm gelegt, die ein übermäßiges Durchfeuchten des Baugrunds aus Knollenmergel verhindert. Durch aufwändige Messungen wird regelmäßig die Stabilität des Baus überprüft.

## Die Glocken
Zwei Glocken des Turms stammen noch aus dessen Bauzeit (1503 und 1505). Der stählerne Glockenstuhl von 1963 wurde 2009 durch einen eichenen ersetzt, zwei beschädigte Glocken wurden geschweißt, alle vier Glocken (e’ von 1503/g’ von 1505/a’ von 1953/c’’ von 1963) neu aufgehängt. Der Mittelteil des mittelalterlichen Glockenstuhls ist heute in der gotischen Turmhalle aufgestellt.
Die vier Glocken: 
- Glocke e' von Bernhard Lachamann (1503), 125 cm Durchmesser, 1300 kg
- Glocke g' von Bernhard Lachamann (1505), 109 cm Durchmesser, 800 kg
- Glocke a' von Heinrich Kurtz (1953), 97 cm Durchmesser, 625 kg
- Glocke c'' von Gebr. Rincker (1963), 81 cm Durchmesser, 360 kg[4]

## Fresken und Inschriften
In den Apsiden und in der Vorhalle finden sich mittelalterliche Wandmalereien aus den Jahren um 1300. Sie waren in der Reformationszeit übertüncht und sind bei Renovierungen 1902 und 1955–57 wieder freigelegt worden.
- In der Hauptapsis: Christus Pantokrator mit Evangelisten, St. Martin, eine Schutzmantelmadonna, Seitenfries „Schöpfung, Fall und Erlösung“, Anbetung der Weisen, Auferstehung.
- In der Nikolauskapelle (stark umgebaut) im nördl. Seitenschiff: St. Nikolaus, Ausgießung des Hl. Geistes.
- In der Maria-Magdalenen-Kapelle (Südchor): Austreibung von Dämonen aus Maria Magdalena, Maria-Magdalena salbt Jesus die Füße, Maria-Magdalena begegnet an Ostern dem Auferstandenen, Himmelfahrt.
- Auf dem Tympanon der Vorhalle: Der Weltenrichter zwischen Maria und Johannes, auf der Südseite der Vorhalle die Hölle, auf der Nordseite das himmlische Jerusalem mit dem Erzengel Michael und dem Kirchenpatron Martin.
- Drei Stifter-Inschriften innen. Mehrere Begräbnisinschriften auf der Außenseite, da der Kirchhof bis Mitte des 19. Jahrhunderts auch Friedhof war.

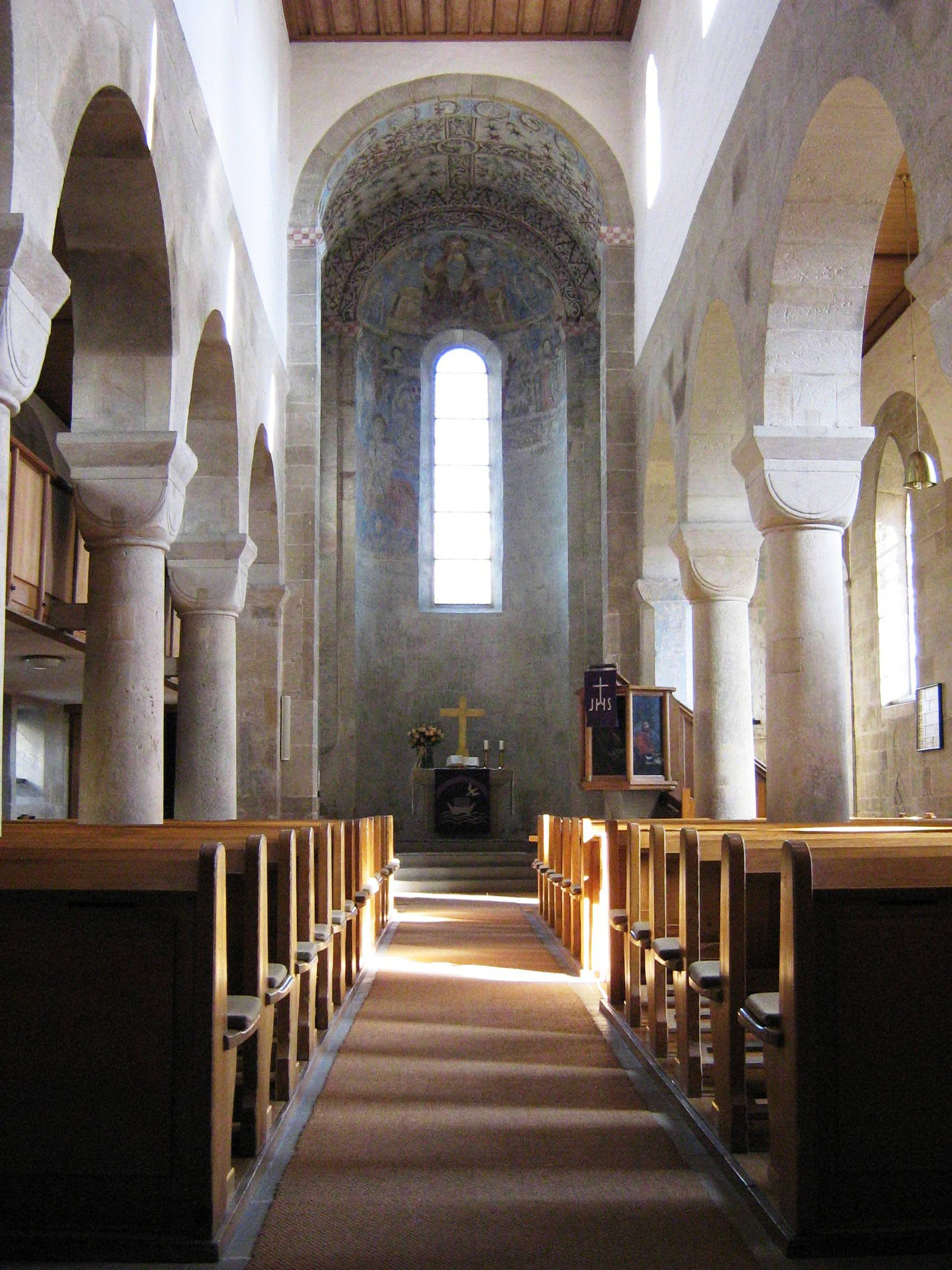
Blick vom Eingang auf den Chorraum
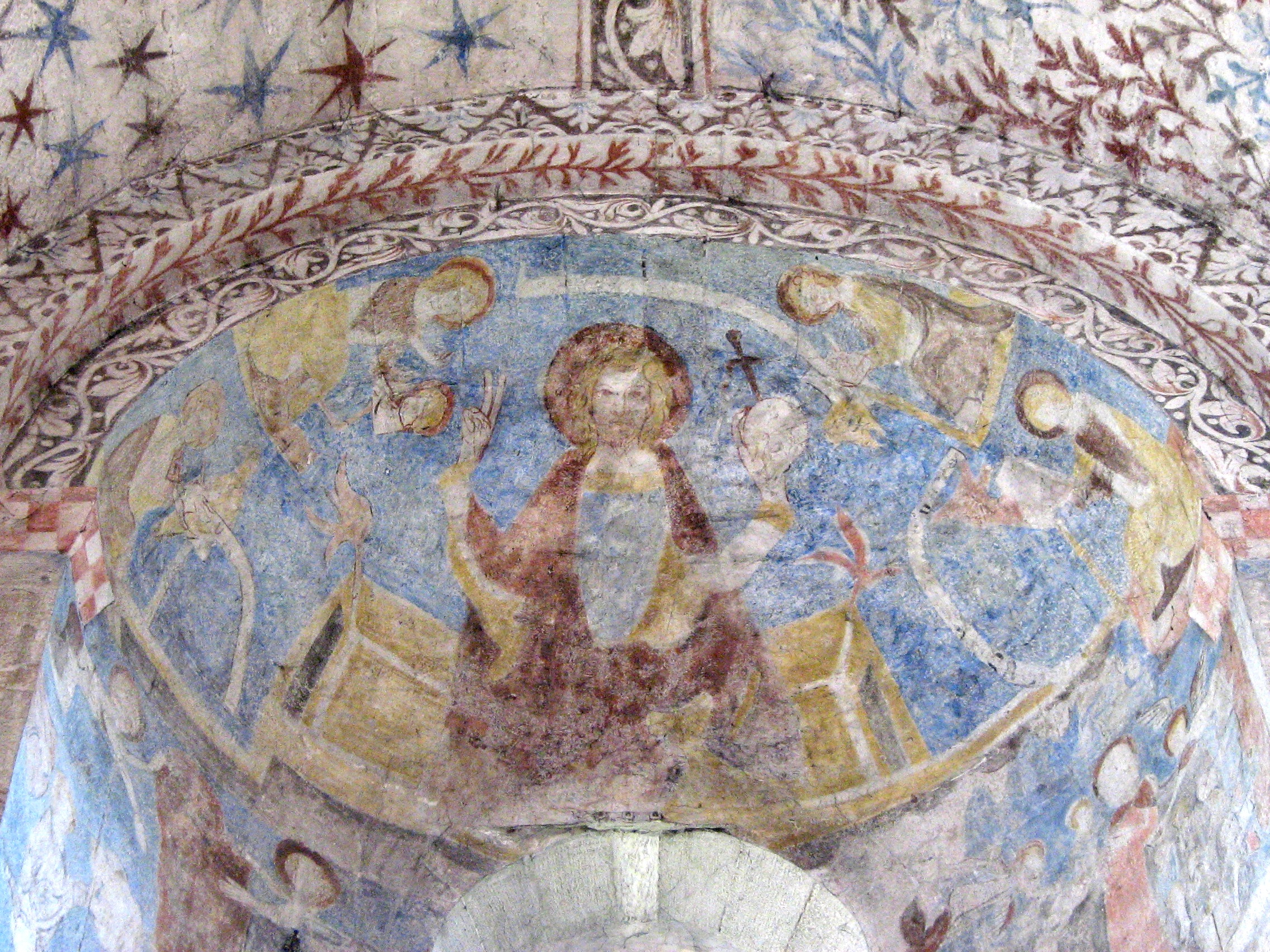
Christus Pantokrator im Chor
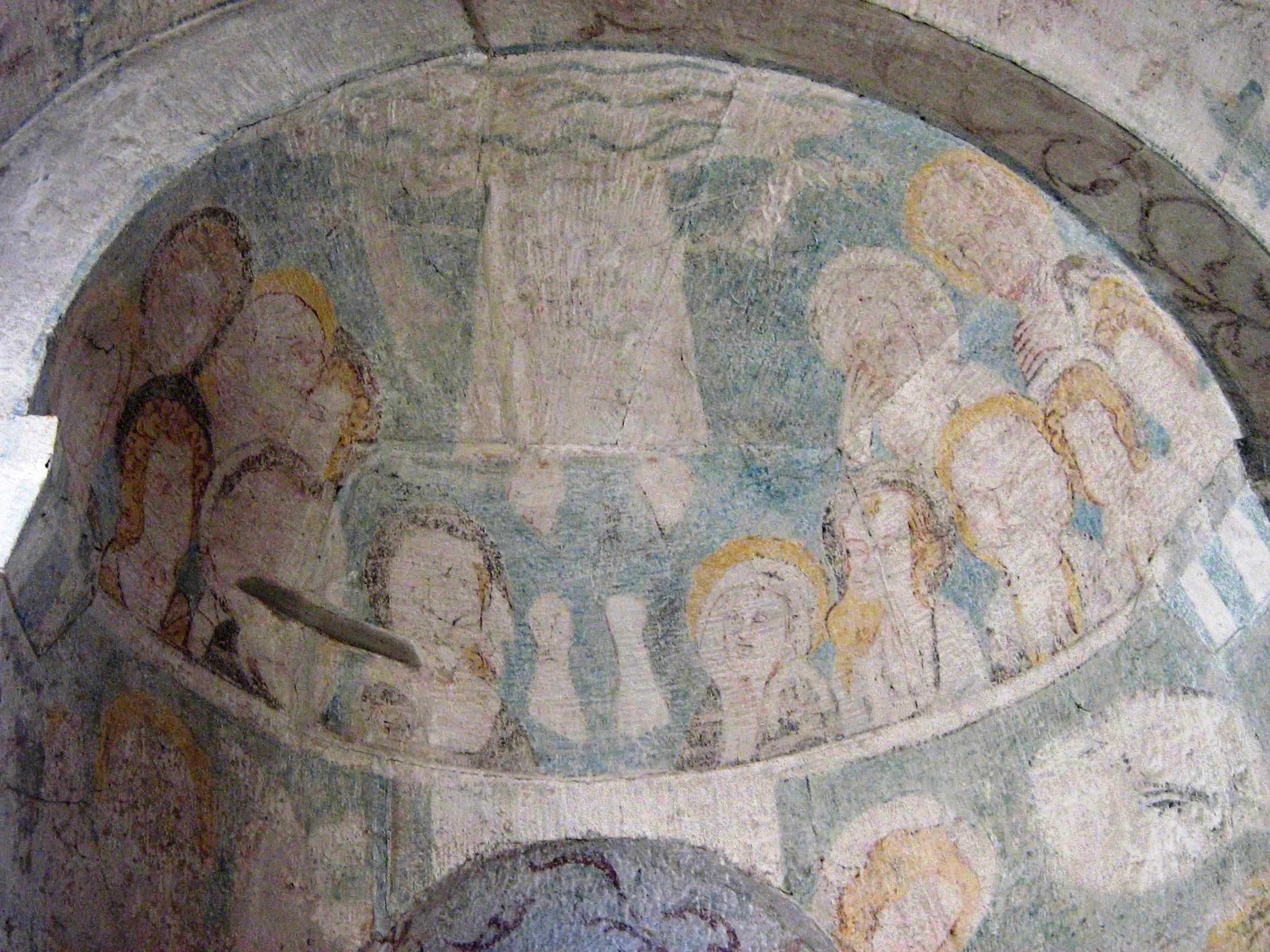
Südchor (Himmelfahrt)
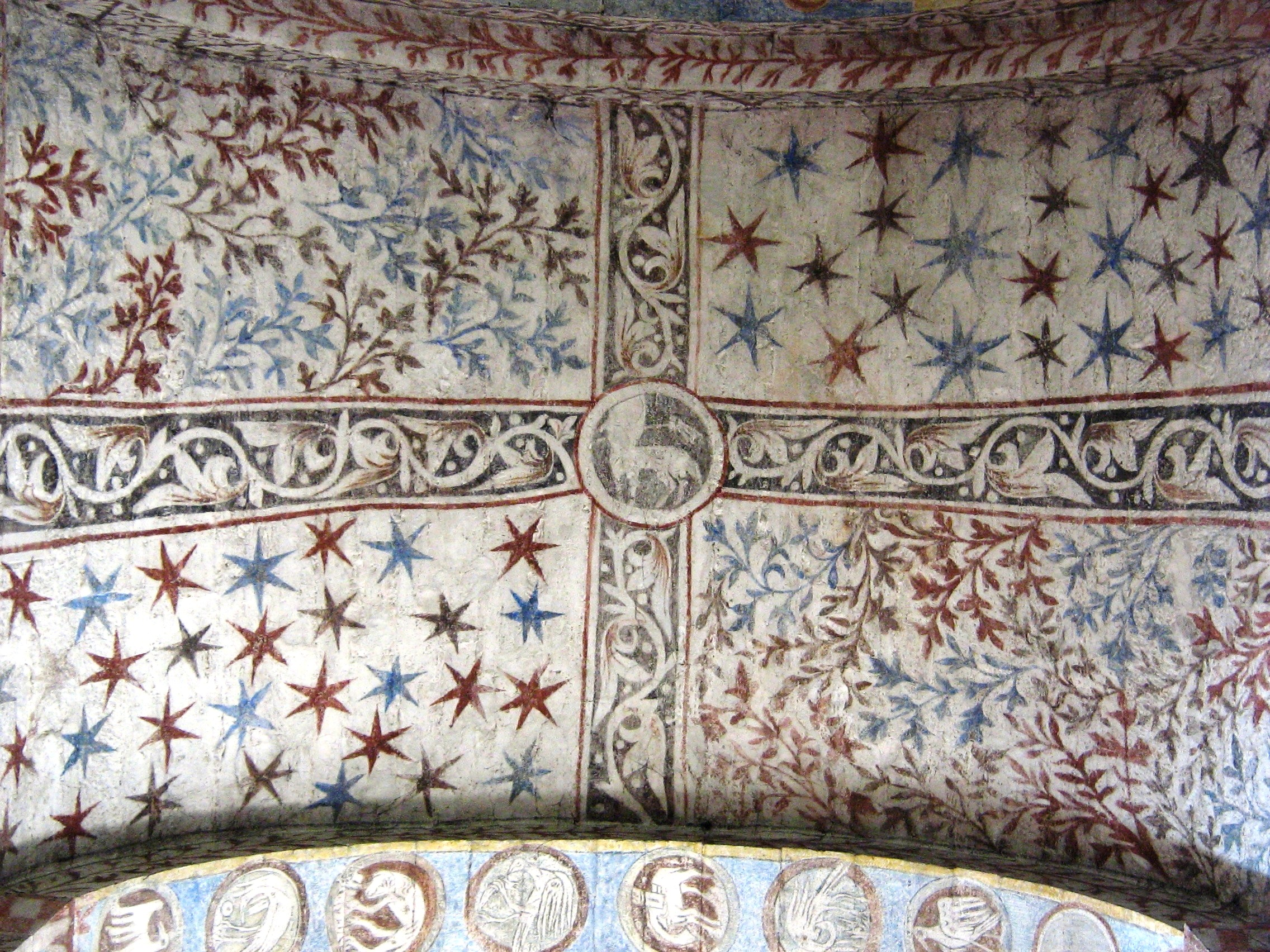
Decke der Hauptapsis: Lamm Gottes mit Kreuz und Paradiesmotiven
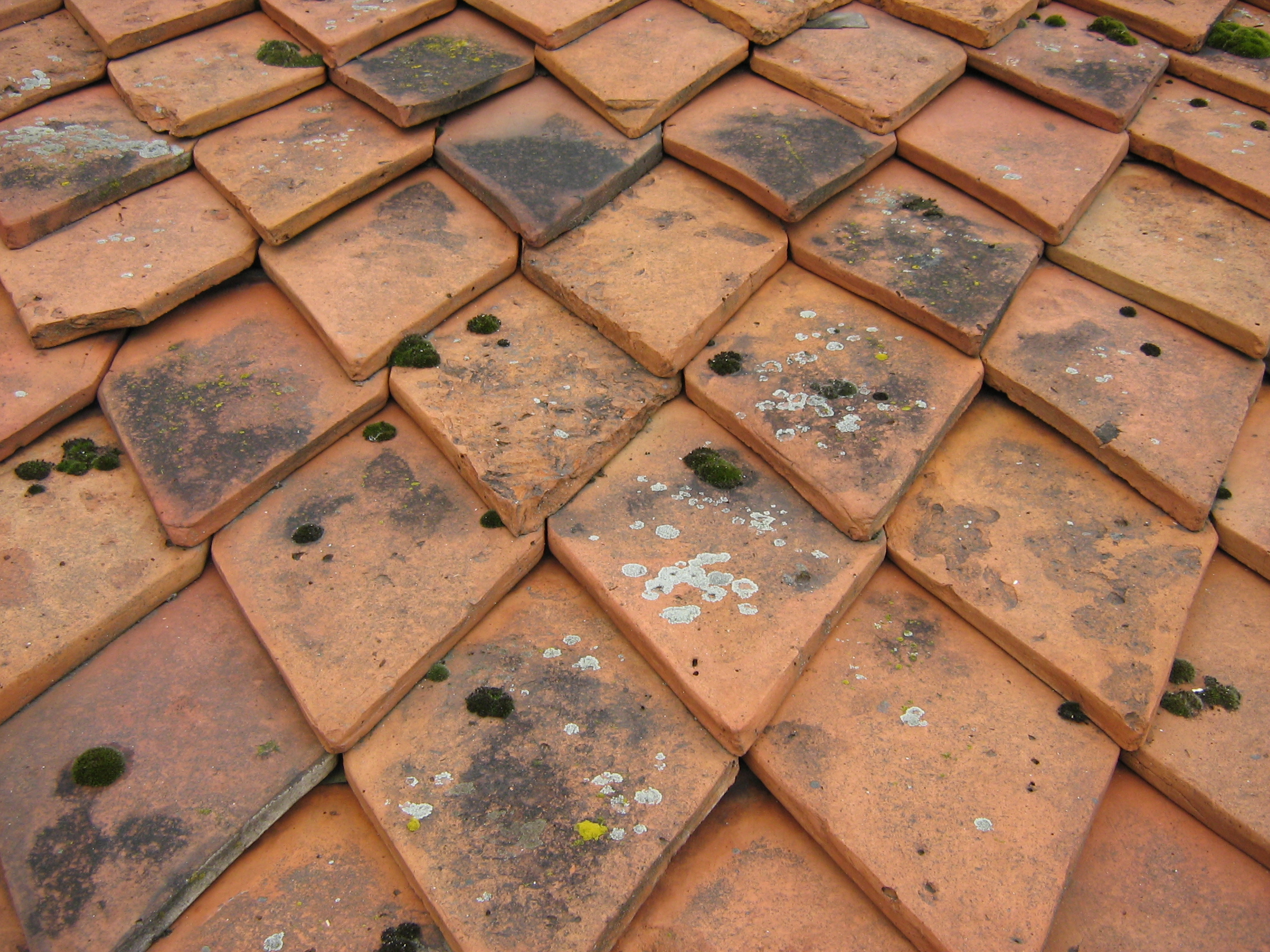
Die originalen Dachziegel von 1111